# Marinos Tzionis
Marinos Tzionis (griechisch Μαρίνος Τζιωνής; * 16. Juli 2001 in Nikosia) ist ein zyprischer Fußballspieler, der bei Sporting Kansas City unter Vertrag steht. Der Flügelspieler ist seit September 2020 zyprischer Nationalspieler.

## Karriere

### Verein
Der in der zyprischen Hauptstadt Nikosia geborene Tzionis wurde mit 12 Jahren bei einem lokalen Fußballturnier von Iakovos Zachariadis entdeckt, einem ehemaligen Fußballspieler, der in den 80er-Jahren bei Omonia Nikosia unter Vertrag stand. Kurze Zeit später nahm ihn der Verein auf Empfehlung Zachariadis’ in seine Jugendakademie auf, wo er sich zu einem der größten Talente des Jahrgangs entwickelte. wo der Flügelspieler zum Ende der Saison 2017/18 erstmals in die erste Mannschaft beordert wurde. Am 6. Mai 2018 (9. Spieltag der Meisterrunde) gab er bei der 1:2-Auswärtsniederlage gegen Anorthosis Famagusta mit 16 Jahren sein Debüt in der höchsten zyprischen Spielklasse, als er in der 77. Spielminute für Christian Foti eingewechselt wurde. Auch im nächsten Ligaspiel, welches das letzte der Spielzeit war, wurde der Flügelspieler wieder als Einwechselspieler eingesetzt.
In der darauffolgenden Spielzeit 2018/19 wurde er erst zum Jahreswechsel erstmals, ab dann aber regelmäßig eingesetzt. Am 13. Januar 2019 (16. Spieltag) erzielte er bei der 1:2-Auswärtsniederlage gegen Apollon Limassol sein erstes Ligator im Trikot der Königin. Am 5. April 2019 unterzeichnete er einen neuen Fünfjahresvertrag bei Omonia. In dieser Saison bestritt er elf Ligaspiele, in denen er drei Torerfolge verbuchen konnte. In der nächsten Spielzeit 2019/20 wurde er jedoch in der Herrenauswahl nur sporadisch berücksichtigt und absolvierte lediglich fünf Ligaspiele sowie drei Pokalspiele.
In der Saison 2020/21 drang er wieder in die Startelf von Cheftrainer Henning Berg vor. In dieser Saison kam er auf 30 von 36 möglichen Ligaspielen, in denen er sieben Tore schoss, zwei Pokalspiele und neun Spiele im Europapokal. Die Saison endete mit dem Gewinn der zypriotischen Meisterschaft durch Omonia Nikosia.
In der nächsten Saison kam er auf 15 von 18 möglichen Ligaspielen, in denen er zwei Tore schoss, sowie neun Spielen im Europapokal mit einem Tor.
Ende Januar 2022 wechselte er in die Vereinigten Staaten zu Sporting Kansas City. Er unterschrieb dort einen Vertrag bis Ende 2024, mit der Option der Verlängerung um ein weiteres Jahr. In seiner ersten Saison bestritt er 27 von 34 möglichen Ligaspielen mit einem Tor sowie zwei Pokalspiele mit ebenfalls einem Tor.

### Nationalmannschaft
Im Mai und Oktober 2017 kam Tzionis für die zyprische U17-Nationalmannschaft zu insgesamt drei Einsätzen. Anschließend spielte er zwischen Januar und September 2019 sieben Mal für die U19.
Am 5. September 2020 debütierte Tzionis bei der 0:2-Heimniederlage gegen Montenegro in der UEFA Nations League für die zyprische Nationalmannschaft. Er stand in der Startformation, blieb aber ohne wesentlichen Einfluss und wurde in der 85. Spielminute für den Routinier Andreas Avraam ausgewechselt.

## Erfolge
- Zypriotischer Meister: 2020/21